# 日本地區足球聯賽
日本地域足球聯賽（Chiiki Rīgu）是日本以地區為基礎組織的足球平行聯賽系統，屬於日本足球聯賽系統中的第五與第六級別，低於全國性的日本足球聯賽。

## 概述

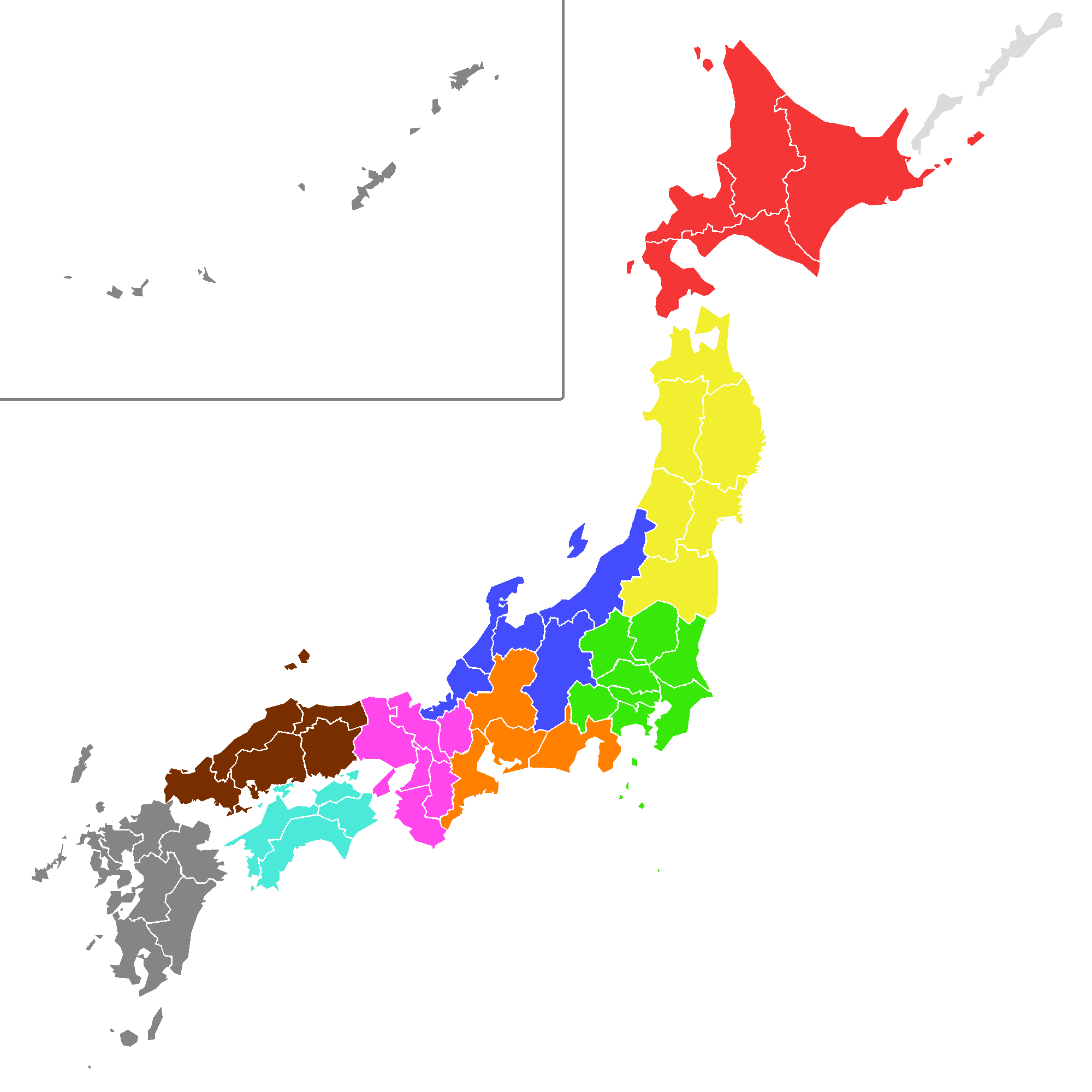
日本足球地域劃分：
北海道
東北
關東
北信越
東海
近畿
中國
四國
九州
北海道次級分區以區塊聯盟劃界。

日本的地域劃分方式多元，包含行政區劃與歷史傳統分區。足球領域將全國劃分為九大地域。各地域聯賽冠軍可獲得參加年末「地域足球聯賽冠軍大會」（2016年起更名為日本地域足球冠軍聯賽）的資格，亞軍隊伍則可能依日本足球協會設定之標準獲得參賽資格。
地域聯賽球隊亦參與全日本社會人足球錦標賽這項單淘汰制盃賽，冠軍可直接取得地域聯賽升級附加賽資格，亞軍則視名額與JFA標準決定是否晉級。
地域聯賽球隊需在其所屬都道府縣的預選賽中勝出，方能參加天皇杯。
由於各分區參賽隊伍通常不超過10支，賽季較短且可能安排夏季休賽期。
現存日本職業俱樂部中，有十支球隊從未參與地域聯賽：
- 日本足球聯賽創始成員浦和紅鑽、市原千葉、柏雷素爾、大阪櫻花、廣島三箭（均以現名列出，全數於1965年組成舊聯賽）；
- 獨立俱樂部清水心跳，於1992年J聯賽創立時直接以職業球隊身分成立；
- 鳥栖砂岩，1997年接收解散的鳥栖未來並加入舊JFL；
- 橫濱FC，1999年成立時直接加入日本足球聯賽；
- 富山勝利，2008年由JFL球隊ALO's北陸與YKK合併成立；
- 鹿兒島聯，2014年由九州聯賽球隊鹿兒島Volca（Volca Kagoshima）與FC鹿兒島合併成立，兩隊在2013年地域升級附加賽分列前二，最終以合併形式加入JFL。

此外，部分球隊前身於現今所在地以外的地域取得升級資格：
- 鹿島鹿角前身原屬近畿地區，1975年升入JSL後遷至關東；
- 鳥栖未來前身原屬東海地區，1994年升入舊JFL後遷至九州；
- 福岡黃蜂前身原屬東海地區，1994年升入舊JFL後遷至九州；
- 神戶勝利船前身原屬中國地區，1995年升入舊JFL後遷至近畿。

## 各地區聯賽（2025年）
| 聯賽               | 成立年份 | 級別（隊數） | 級別（隊數） | 下級聯賽                                         |
| ------------------ | -------- | ------------ | ------------ | ------------------------------------------------ |
| 北海道足球聯賽     | 1978年   | 8            | 8            | 地區聯賽（札幌、道央道北、道東、道南）           |
| 東北社會人足球聯賽 | 1977年   | 甲組(10)     | 乙組北(8)    | 青森、岩手、秋田                                 |
| 東北社會人足球聯賽 | 1977年   | 甲組(10)     | 乙組南(8)    | 宮城、山形、福島                                 |
| 關東足球聯賽       | 1967年   | 甲組(10)     | 乙組(10)     | 茨城、栃木、群馬、埼玉、千葉、東京、神奈川、山梨 |
| 北信越足球聯賽     | 1975年   | 甲組(8)      | 乙組(8)      | 新潟、富山、石川、福井、長野                     |
| 東海社會人足球聯賽 | 1966年   | 甲組(8)      | 乙組(8)      | 靜岡、岐阜、愛知、三重                           |
| 關西足球聯賽       | 1966年   | 甲組(8)      | 乙組(8)      | 滋賀、京都、大阪、兵庫、奈良、和歌山             |
| 中國足球聯賽       | 1973年   | 10           | 10           | 鳥取、島根、岡山、廣島、山口                     |
| 四國足球聯賽       | 1977年   | 8            | 8            | 德島、香川、愛媛、高知                           |
| 九州足球聯賽       | 1973年   | 10           | 10           | 福岡、佐賀、長崎、大分、熊本、宮崎、鹿兒島、沖縄 |

## 外部連結
- 日本地區聯賽總覽 – Soccerway
- 北海道足球協會 （页面存档备份，存于）
- 東北足球協會 （页面存档备份，存于）
- 關東足球聯賽 （页面存档备份，存于）
- 北信越足球聯賽 （页面存档备份，存于）
- 東海社會人聯賽
- 關西足球聯賽
- 中國足球聯賽
- 四國足球聯賽 （页面存档备份，存于）
- 九州足球聯賽 Archive.today的存檔，存档日期2014-01-14
- 日本社會人足球聯盟